# Assinatura de Schnorr
A Assinatura de Schnorr é um protocolo de assinatura digital proposto por en:Claus P. Schnorr em 1991. Trata-se de mais um protocolo baseado no problema do logaritmo discreto.

## Algoritmo
O algoritmo usa uma função de resumo {\displaystyle h} e operações de  grupos

### Geração de chaves
Escolher dois primos {\displaystyle p} e {\displaystyle q} tais que {\displaystyle q|(p-1)}.
Escolher um elemento {\displaystyle \alpha } gerador do grupo {\displaystyle Z_{q}} como subgrupo de {\displaystyle Z_{p}} (ou seja, {\displaystyle \alpha ^{q}\equiv 1(\mod p)}).
Escolher uma função de resumo {\displaystyle h} cujo domínio seja {\displaystyle \{0,1\}*} e o contra-domínio seja {\displaystyle Z_{q}}.
Escolher um {\displaystyle x\in Z_{q}} para ser a chave privada.
Calcular {\displaystyle y=\alpha ^{-x}(\mod p)} e usar {\displaystyle (y,\alpha ,p,q,h)} como chave pública.

### Assinatura
Para assinar uma mensagem {\displaystyle m\in Z_{q}}:
Calcular {\displaystyle \beta =\alpha ^{m}(\mod p)};
Concatenar com a {\displaystyle m}:  {\displaystyle m||\beta };
Calcular {\displaystyle r=h(m||\beta )};
Calcular {\displaystyle s=k+mr(modq)};
Usar {\displaystyle (r,s)} como assinatura.

### Verificação
Para verificar uma assinatura {\displaystyle (r,s)} de uma mensagem {\displaystyle m\in Z_{q}}:
Calcular {\displaystyle u=\alpha ^{s}(\mod p)};
Calcular {\displaystyle v=uy^{-r}(\mod p)};
Concatenar {\displaystyle m} com {\displaystyle v} e calcular a função de resumo:  {\displaystyle w=h(m||v)};
Aceitar a assinatura se {\displaystyle w} é igual a {\displaystyle r}.